# ヒメシバフタケ
ヒメシバフタケ (Panaeolus foenisecii、異名Panaeolina foenisecii)は、よく芝生に発生する小さめの茶色のキノコをつける種である。1967年にタイラーとスミスは、本種のキノコがセロトニン、5-HTP、5-HIAAを含有することを発見した。多くの観察図鑑が、シロシビンを含有し向精神性があるキノコだと掲載しているが、本種は向精神性のアルカロイドは生産しない。同様の生息地に発生するのは、胞子の黒いセンボンサイギョウガサ Panaeolus cinctulus などである。

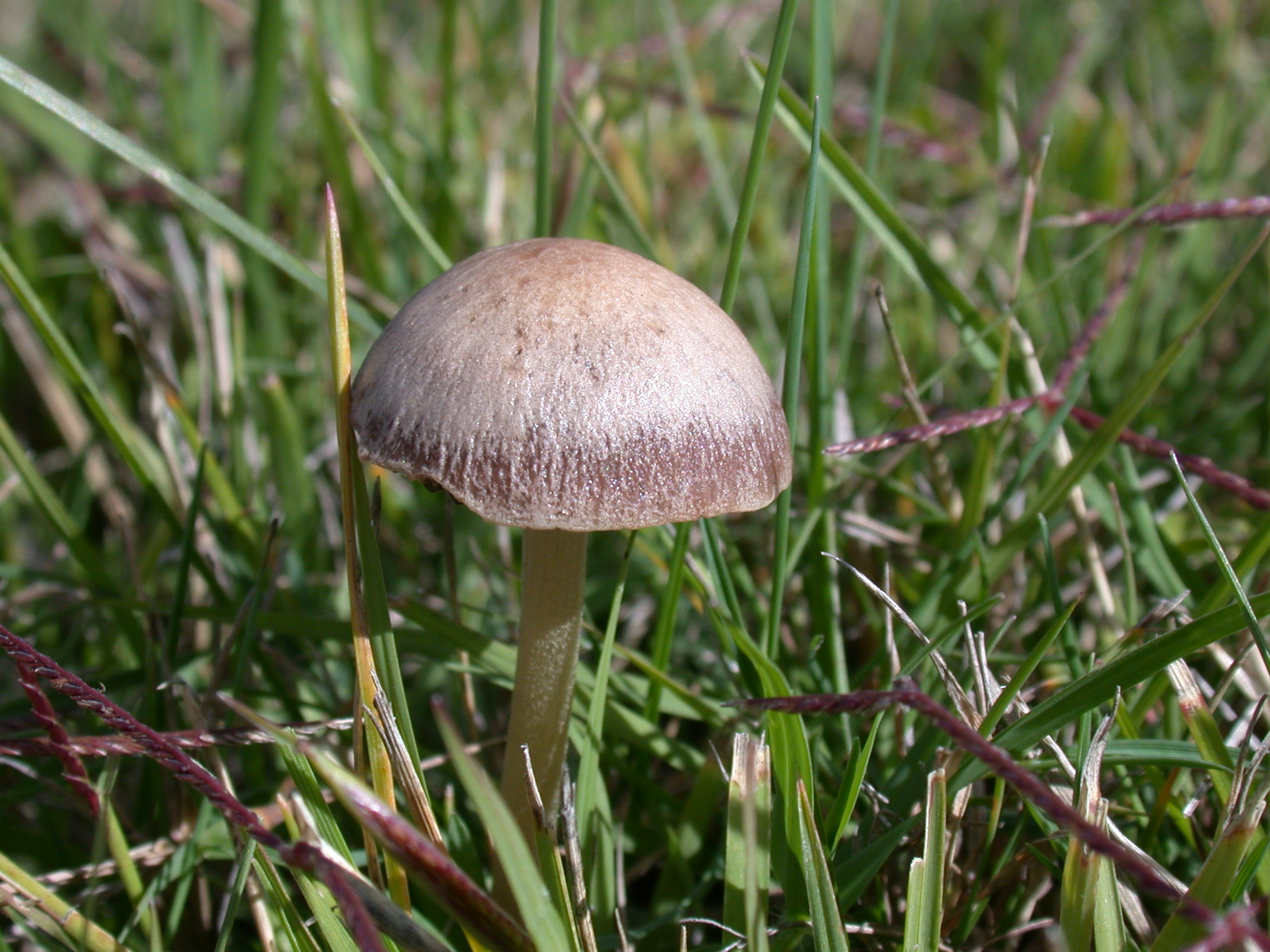
縞模様の傘（カリフォルニア州ソノマのセバストポル、2007年）
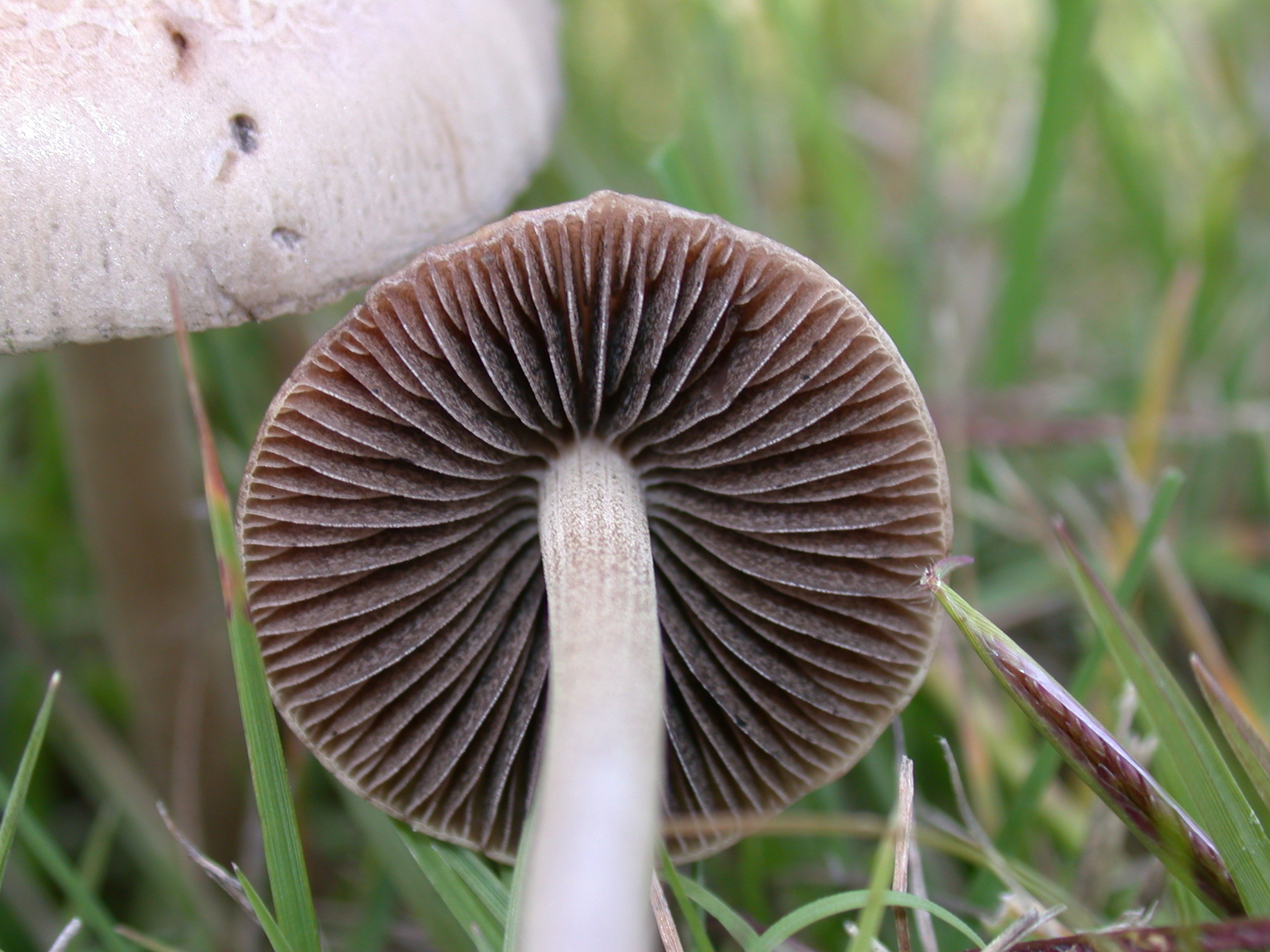
柄とひだ。
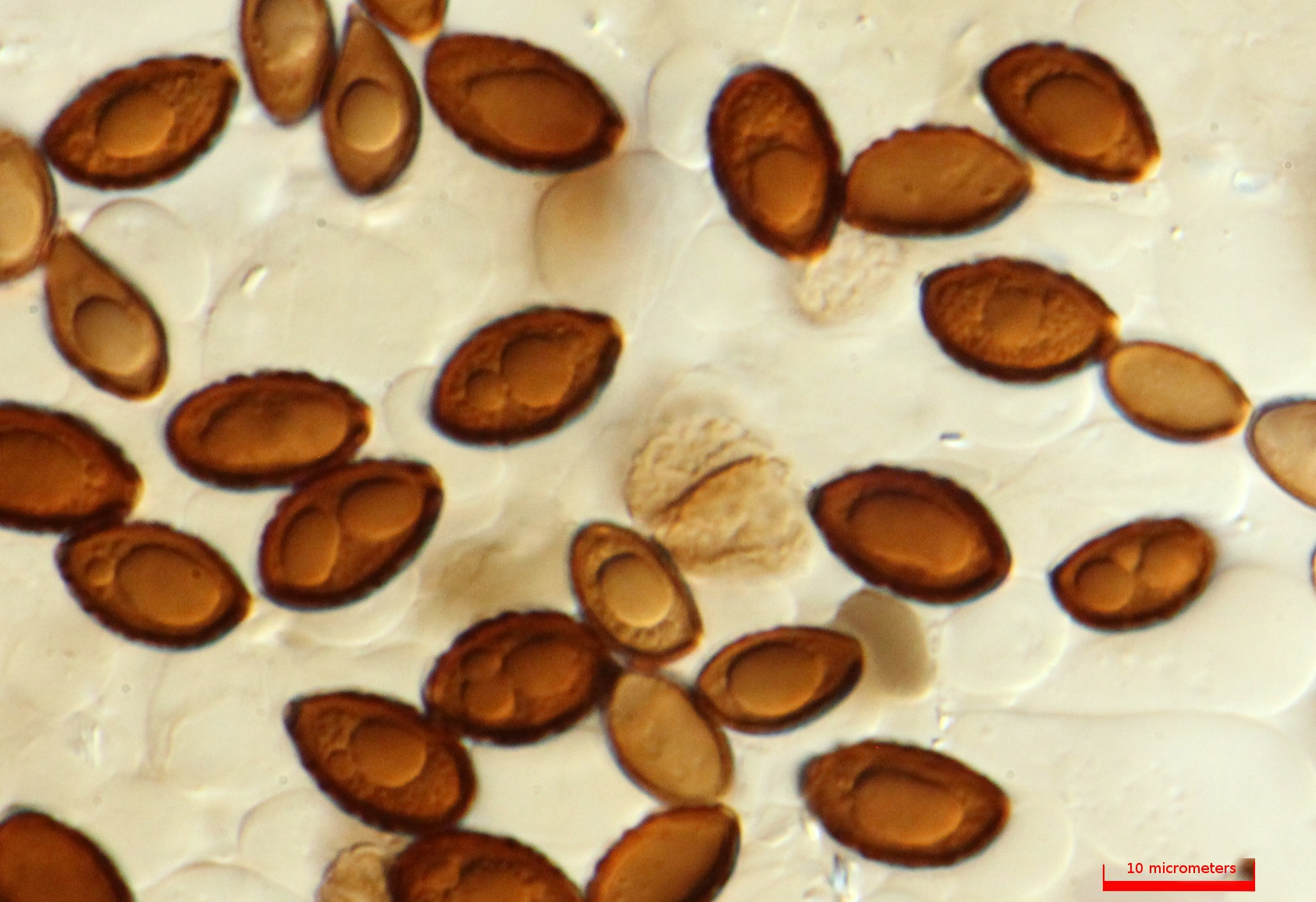
胞子拡大。
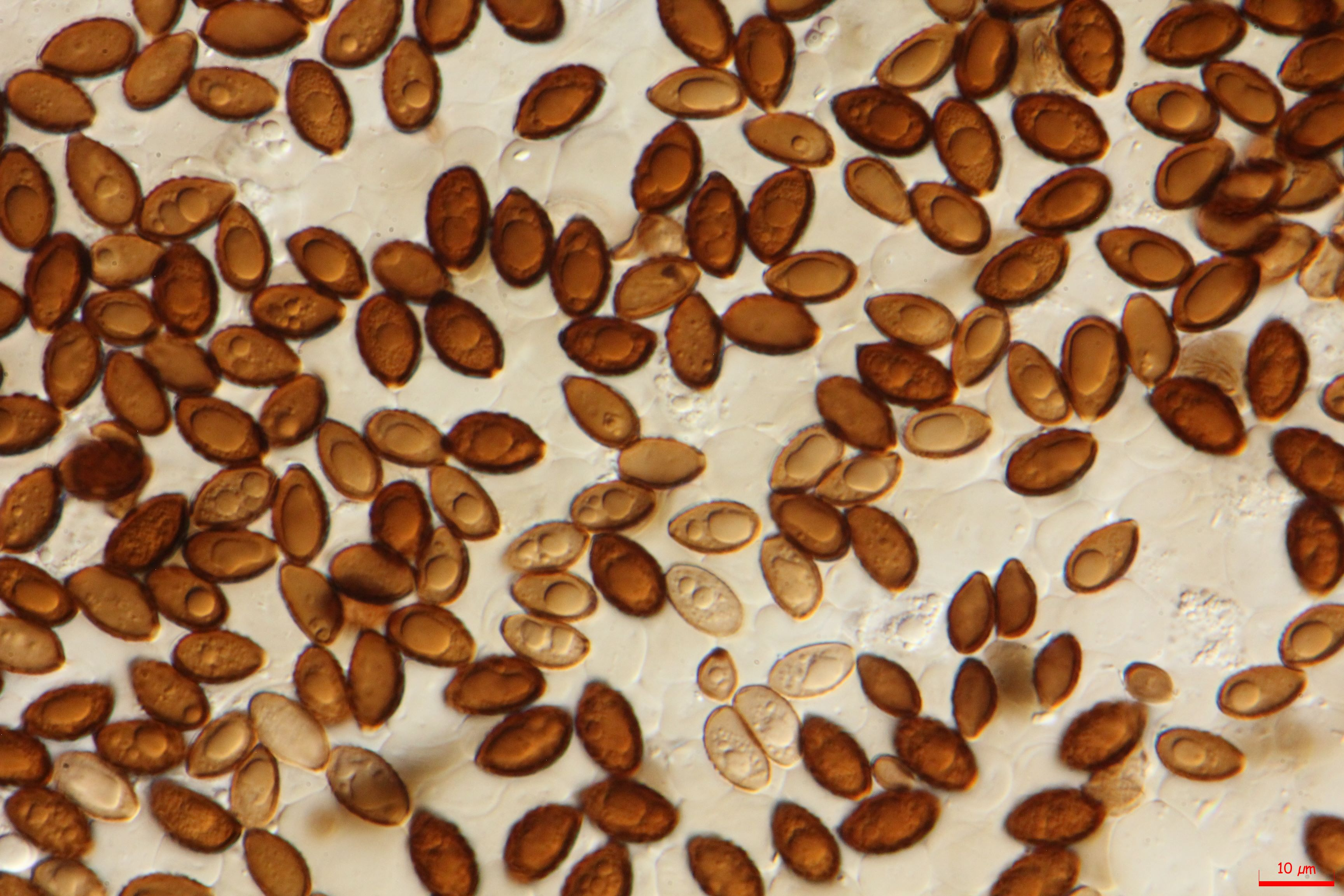
同。